# Meristata sexmaculata
Meristata sexmaculata is een keversoort uit de familie bladkevers (Chrysomelidae). De wetenschappelijke naam van de soort werd in 1848 gepubliceerd door Vincenz Kollar & Redtenbacher.